# Hans Witzig
Hans Witzig (* 21. September 1889 in Wil, Rafzerfeld; † 29. Oktober 1973 Zürich) war ein Schweizer Kunsthistoriker, Plastiker, Illustrator, Grafiker und Autor.

## Leben und Werk

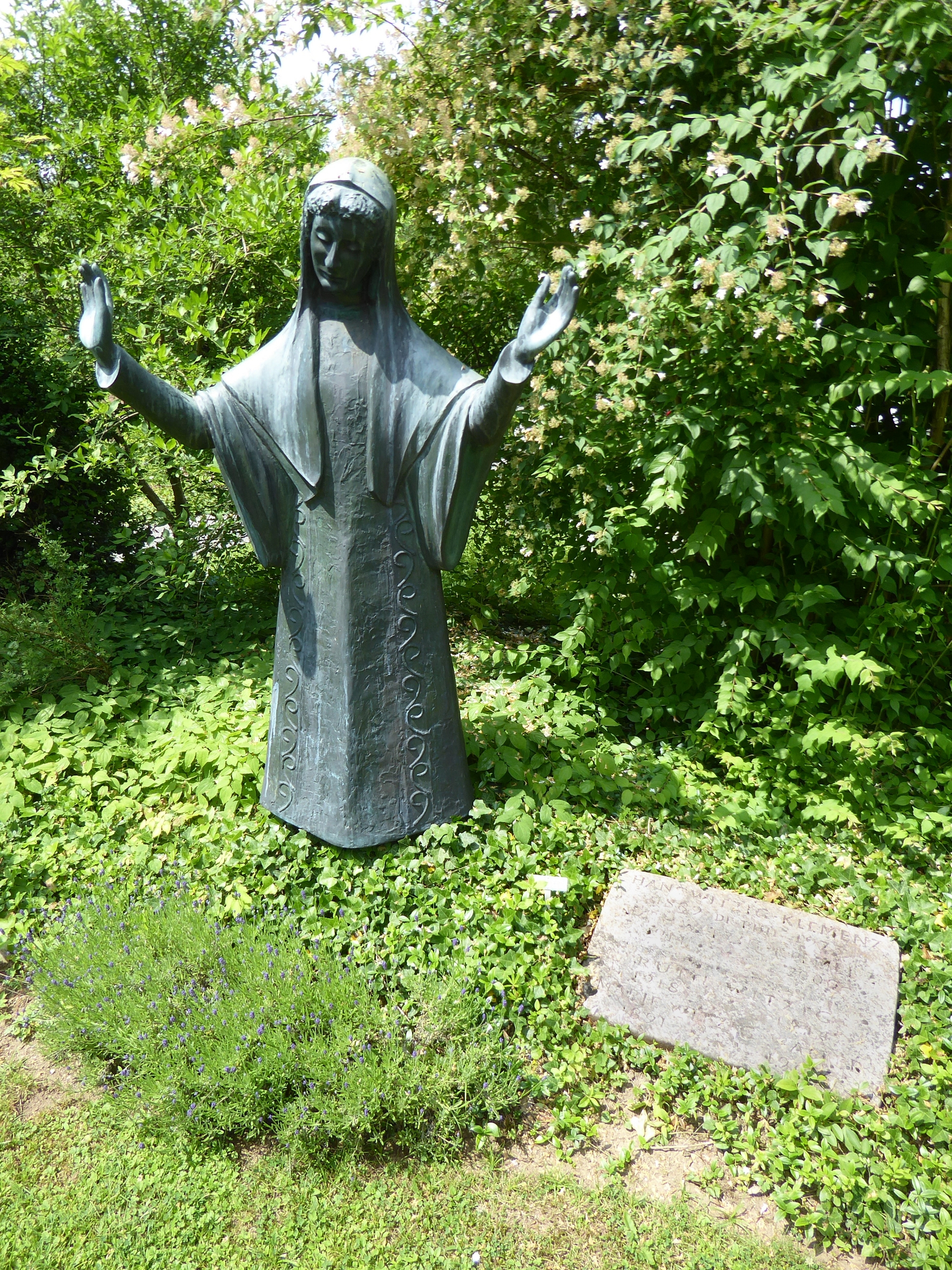
Familiengrab auf dem Friedhof Witikon

Witzig besuchte von 1903 bis 1905 die Sekundarschule in Zürich-Aussersihl und schloss 1909 seine Lehrerausbildung am Lehrerseminar in Küsnacht ab. Als Lehrer war Witzig von 1909 bis 1914 tätig, anschliessend besuchte er Weiterbildungskurse im Zeichnen am Technikum Winterthur und an der ETH Zürich.
1918 illustrierte er die Zürcher Sagen von Meinrad Lienert. In den 1920er Jahren gestaltete Witzig einige politische Plakate und Karikaturen. Ab 1923 studierte er Kunstgeschichte an der Universität Zürich und promovierte 1926 mit der Dissertation Erlebnis und zeichnerisches Gestalten. 
Witzig war von 1929 bis zu seiner Pensionierung 1955 Fachlehrer für Zeichnen und Kunstgeschichte an der Töchterschule Zürich.
Witzig illustrierte zahlreiche Kinder-, Jugend- und Schulbücher wie die Schweizerfibel und erhielt 1969 für seinen Kriminalroman Der Nachtschratt ging um den Schweizer Kinder- und Jugendbuchpreis. Zudem illustrierte er in den 1920er bis in die 1950er Jahre über zwanzig Bücher für Olga Meyer und weitere für Alfred Huggenberger. Er betätigte sich auch als Entwerfer von Modellbögen oder von Anleitungen für die Anfertigung von Puppen.
In den 1950er und 1960er Jahren war Witzig auch bildhauerisch tätig und schuf verschiedene Skulpturen für Brunnen.
Witzig heiratete 1914 Marie, geborene Walter (1891–1969). Zusammen hatten sie drei Kinder. 1970 heiratete er seine ehemalige Schülerin Edith Klemenz (1914–2000). Seine letzte Ruhestätte fand Hans Witzig auf dem Friedhof Witikon.
Sein Nachlass, der über 2000 Zeichnungen, Entwürfe und Druckgraphiken, über 300 Bücher und Zeichenhefte, 38 Gemälde, 60 Skulpturen, 347 Druckstöcke aus Holz und Metall sowie einige Fotografien und Dokumente umfasst, wird seit 1983 in der Graphischen Sammlung der Zentralbibliothek Zürich aufbewahrt.
Zu seinem 50. Todestag fand von März bis Juni 2023 eine Ausstellung seiner Werke im Themenraum Turicensia in der Schatzkammer der Zentralbibliothek Zürich, statt.